# Херман (Небраска)
Херман (енгл. Herman) град је у америчкој савезној држави Небраска.

## Демографија
По попису из 2010. године број становника је 268, што је 42 (-13,5%) становника мање него 2000. године.
| Група             | 2000.       | 2010.       |
| Белци             | 302 (97,4%) | 264 (98,5%) |
| Афроамериканци    | 0 (0,0%)    | 0 (0,0%)    |
| Азијати           | 0 (0,0%)    | 1 (0,4%)    |
| Хиспаноамериканци | 4 (1,3%)    | 3 (1,1%)    |
| Укупно            | 310         | 268         |